# Campionati del mondo di atletica leggera 2023 - Staffetta 4×400 metri maschile
La staffetta 4×400 metri maschile dei campionati del mondo di atletica leggera 2023 si è svolta tra il 26 e il 27 agosto presso il centro nazionale di atletica leggera di Budapest, in Ungheria.

## Podio
| Pos.    | Nazionalità | Prestazione |
| ------- | --- | ----------- |
| Oro     | Stati Uniti Quincy Hall, Vernon Norwood, Rai Benjamin, Justin Robinson, Matthew Boling*, Trevor Bassitt*, Christopher Bailey* | 2'57"31     |
| Argento | Francia David Sombe, Gilles Biron, Ludvy Vaillant, Teo Andant, Loïc Prévot*                                                   | 2'58"45     |
| Bronzo  | Regno Unito Rio Mitcham, Alex Haydock-Wilson, Lewis Davey, Charles Dobson                                                     | 2'58"71     |

## Situazione pre-gara

### Record
Prima di questa competizione, il record del mondo (RM) e il record dei campionati (RC) erano i seguenti.
| Record                | Prestazione | Atleta                                                                   | Data                               | Competizione  |
| --------------------- | ----------- | ------------------------------------------------------------------------ | ---------------------------------- | ------------- |
| Record mondiale       | 2'54"29     | Stati Uniti Andrew Valmon, Quincy Watts, Harry Reynolds, Michael Johnson | 22 agosto 1993 Stoccarda, Germania | Mondiali 1993 |
| Record dei campionati | 2'54"29     | Stati Uniti Andrew Valmon, Quincy Watts, Harry Reynolds, Michael Johnson | 22 agosto 1993 Stoccarda, Germania | Mondiali 1993 |

### Campioni in carica
I campioni in carica, a livello mondiale e olimpico, erano:
| Campione | Atleta | Prestazione | Data                          | Competizione         |
| -------- | --- | ----------- | ----------------------------- | -------------------- |
| Olimpico | Stati Uniti Michael Cherry, Michael Norman, Bryce Deadmon, Rai Benjamin, Trevor Stewart*, Randolph Ross*, Vernon Norwood* | 2'55"70     | 7 agosto 2021 Tokyo, Giappone | Giochi olimpici 2021 |
| Mondiale | Stati Uniti Elija Godwin, Michael Norman, Bryce Deadmon, Champion Allison, Vernon Norwood*, Trevor Bassitt*               | 2'56"17     | 6 ottobre 2019 Eugene, USA    | Mondiali 2022        |

## Risultati

### Batterie
I primi tre di ogni serie (Q) e i due tempi migliori tra gli esclusi (q) si qualificano alla finale
| Pos. | Batteria | Corsia | Nazione           | Atleti                                                                         | Tempo   | Note                                     |
| ---- | -------- | ------ | ----------------- | ------------------------------------------------------------------------------ | ------- | ---------------------------------------- |
| 1    | 1        | 9      | Stati Uniti       | Matthew Boling, Justin Robinson, Christopher Bailey, Trevor Bassitt            | 2'58"47 | Q                                        |
| 2    | 1        | 4      | India             | Rajesh Ramesh, Amoj Jacob, Muhammed Ajmal Variyathodi, Muhammed Anas Yahiya    | 2'59"05 | Q                                        |
| 3    | 1        | 3      | Regno Unito       | Alex Haydock-Wilson, Lewis Davey, Rio Mitcham, Charles Dobson                  | 2'59"53 | Q                                        |
| 4    | 1        | 1      | Botswana          | Zibane Ngozi, Leungo Scotch, Baboloki Thebe, Laone Ditshetelo                  | 2'59"42 | q                                        |
| 5    | 2        | 3      | Giamaica          | Zandrion Barnes, Rusheen McDonald, Jevaughn Powell, D'Andre Anderson           | 2'59"82 | Q                                        |
| 6    | 2        | 6      | Francia           | David Sombe, Teo Andant, Ludvy Vaillant, Loïc Prevot                           | 3'00"05 | Q                                        |
| 7    | 2        | 5      | Italia            | Lorenzo Benati, Alessandro Sibilio, Davide Re, Edoardo Scotti                  | 3'00"14 | Q                                        |
| 8    | 2        | 2      | Paesi Bassi       | Isaya Klein Ikkink, Ramsey Angela, Terrence Agard, Liemarvin Bonevacia         | 3'00"23 | q                                        |
| 9    | 2        | 4      | Belgio            | Robin Vanderbemden, Alexander Doom, Julien Watrin, Dylan Borlee                | 3'00"33 | Miglior prestazione personale stagionale |
| 10   | 1        | 2      | Giappone          | Naohiro Jinushi, Fuga Sato, Kentaro Sato, Yuki Joseph Nakajima                 | 3'00"39 | Miglior prestazione personale stagionale |
| 11   | 2        | 9      | Germania          | Jean Paul Bredau, Marvin Schlegel, Marc Koch, Manuel Sanders                   | 3'00"67 | Miglior prestazione personale stagionale |
| 12   | 1        | 6      | Rep. Ceca         | Matěj Krsek, Pavel Maslák, Vít Müller, Patrik Šorm                             | 3'00"99 | Record nazionale                         |
| 13   | 2        | 8      | Kenya             | Kennedy Kimeu Muthoki, Zablon Ekhal Ekwam, Kelvin Sane Tauta, Wyclife Kinyamal | 3'01"41 | Miglior prestazione personale stagionale |
| 14   | 1        | 8      | Trinidad e Tobago | Renny Quow, Asa Guevara, Shakeem McKay, Jereem Richards                        | 3'01"54 | Miglior prestazione personale stagionale |
| 15   | 1        | 5      | Spagna            | Iñaki Cañal, Samuel García, Bernat Erta, Óscar Husillos                        | 3'02"64 | Miglior prestazione personale stagionale |
| 16   | 1        | 7      | Ungheria          | Ernő Steigerwald, Zoltán Wahl, Árpád Kovács, Attila Molnár                     | 3'02"65 | Record nazionale                         |
| 17   | 2        | 7      | Sri Lanka         | Aruna Darshana, Rajitha Nernajan Rajakaruna, Pabasara Niku, Kalinga Kumarage   | 3'03"25 |                                          |

### Finale
| Pos.    | Corsia | Nazione       | Atleti                                                                      | Tempo   | Note                                     |
| ------- | ------ | ------------- | --------------------------------------------------------------------------- | ------- | ---------------------------------------- |
| Oro     | 8      | Stati Uniti   | Quincy Hall, Vernon Norwood, Rai Benjamin, Justin Robinson                  | 2'57"31 | Miglior prestazione mondiale stagionale  |
| Argento | 7      | Francia       | David Sombé, Gilles Biron, Ludvy Vaillant, Téo Andant                       | 2'58"45 | Miglior prestazione personale stagionale |
| Bronzo  | 9      | Gran Bretagna | Rio Mitcham, Alex Haydock-Wilson, Lewis Davey, Charles Dobson               | 2'58"71 | Record nazionale                         |
| 4       | 6      | Giamaica      | Rusheen McDonald, Antonio Watson, Zandrion Barnes, Roshwan Clarke           | 2'59"34 | Miglior prestazione personale stagionale |
| 5       | 5      | India         | Rajesh Ramesh, Amoj Jacob, Muhammed Ajmal Variyathodi, Muhammed Anas Yahiya | 2'59"92 |                                          |
| 6       | 3      | Paesi Bassi   | Isayah Boers, Terrence Agard, Ramsey Angela, Isaya Klein Ikkink             | 3'00"40 |                                          |
| 7       | 4      | Italia        | Davide Re, Edoardo Scotti, Riccardo Meli, Lorenzo Benati                    | 3'01"23 |                                          |
| 8       | 2      | Botswana      | Leungo Scotch, Zibane Ngozi, Baboloki Thebe, Laone Ditshetelo               | dq      |                                          |